# Галаган, Игнатий Иванович
Игнатий Иванович Галаган (укр. Гнат Іванович Ґалаґа́н; ? — 1748) — чигиринский (1709—1714) и прилуцкий полковник (1714—1739) Войска Запорожского.

## Биография
Родился на Левобережной Украине на Полтавщине. Участвовал в Северной войне, с 1706 года — полковник Запорожский, воевал вместе с русской армией против шведов. Позднее служил у И. Мазепы и вместе с ним выступил совместно с Карлом XII против Петра І, однако вскоре предал Мазепу и был Петром І прощён. В 1709 году участвовал в разгроме Запорожской Сечи, выступившей на стороне гетмана Мазепы.
14 мая 1709 года помог царским войскам полковника Яковлева уничтожить старую Сечь, которая на тот момент была почти безоружна. На Сечи находились только старые казаки, атаманы и полковники, которые своё уже отвоевали. Сечевой атаман Яким Богуш, несмотря ни на что, решил дать бой. В результате почти все запорожцы погибли, а тех, которых удалось взять в плен, Галаган посадил на кол и на плотах пустил вниз по Днепру в устрашение тем казакам, которые скрывались в плавнях.

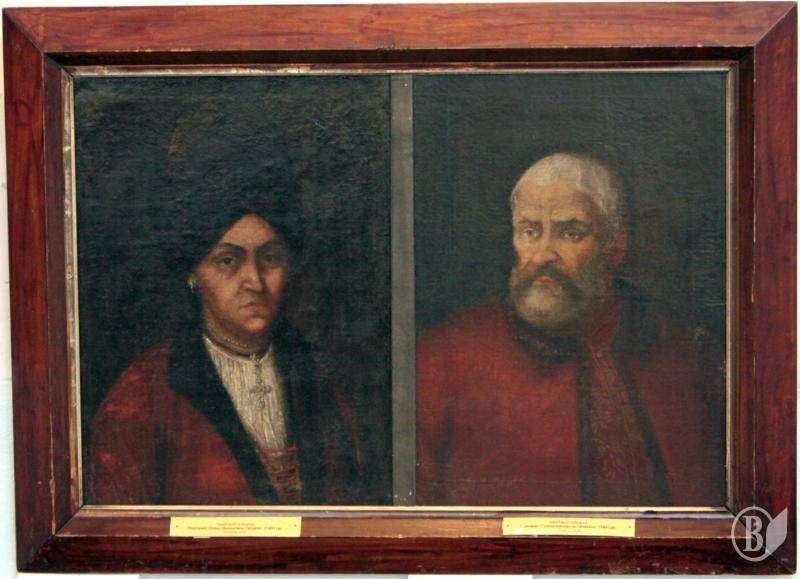
Семейный портерт четы Галаган, 1740-е гг.

Участие Галагана в разгроме Запорожской Сечи было доказательством его верности царю.
Запорожцы, которые уцелели после разгрома Сечи, считали Галагана своим личным врагом и в течение 1710—1711 годов повсеместно охотились за ним и его имуществом на Правобережье, вследствие чего Галаган не мог нормально развивать своё хозяйство.
В 1709 году назначается полковником Чигиринским, а в 1714 году полковником Прилуцким. Участник Персидского (в 1722 году) и польского (в 1733 году) походов русской армии.
В 1739 году ушёл в отставку.
За свою службу был пожалован Петром I крупными земельными владениями на Левобережной Украине.
Сын, Григорий (1716—1777) был прилуцким полковником с 1739 по 1763 годы.

## Память
Шевченко называет его «поганим» за то, что он помог царским войскам разрушить Сечь и расправиться с запорожцами. Позже в повести «Музыкант» Шевченко вспомнил Галагана, который «первый отложился от Мазепы и передался царю Петру, за что и был, по смерти полковника Носа, возведён в звание прилуцкого полковника и одарён великими маетностями в том же полку».